# 業西丹畢嘉蘇
業西丹畢嘉蘇（藏語：ཡེ་ཤེས་བསྟན་པའི་རྒྱ་མཚོ，威利转写：ye shes bstan pa'i rgya mtsho；1878年—1888年），第六世章嘉呼图克图（十八世），清朝内蒙古藏传佛教的活佛。父亲阿朗萨松，出生于青海多隆基地方。
1881年，西宁钦差大臣和五世章嘉的弟子选定为转世灵童，次年在雍和宫金瓶掣签为章嘉呼图克图。1883年，以大金刚教海喇嘛为师，学习经典，受小戒。1884年，跟随噶隆匝伯特耶丹萨喇嘛受比丘戒。1886年，入京见光绪帝，之后驻锡京畿，修习经典。1887年，到多伦善因寺、汇宗寺诵经，到五台山镇海寺礼拜先世的塔院。1888年，到多伦受到内蒙古49旗、外蒙古57旗王公贝子扎萨克和哲布尊丹巴代表共三万人的欢迎。不久，在多伦善因寺入寂，按遗嘱，龛座供奉在五台山镇海寺。